# Halbtax
| Halbtax       | |
|               | |
| Preise        | 190 CHF im ersten Jahr 170 CHF Treuepreis bei Verlängerung 120 CHF Halbtax Jugend 16–25 J. im ersten Jahr 100 CHF Halbtax Jugend Treuepreis bei Verlängerung |
| Anzahl Nutzer | ~ 3,15 Mio. (Ende 2023) |

Ehemaliges Design des Halbtax

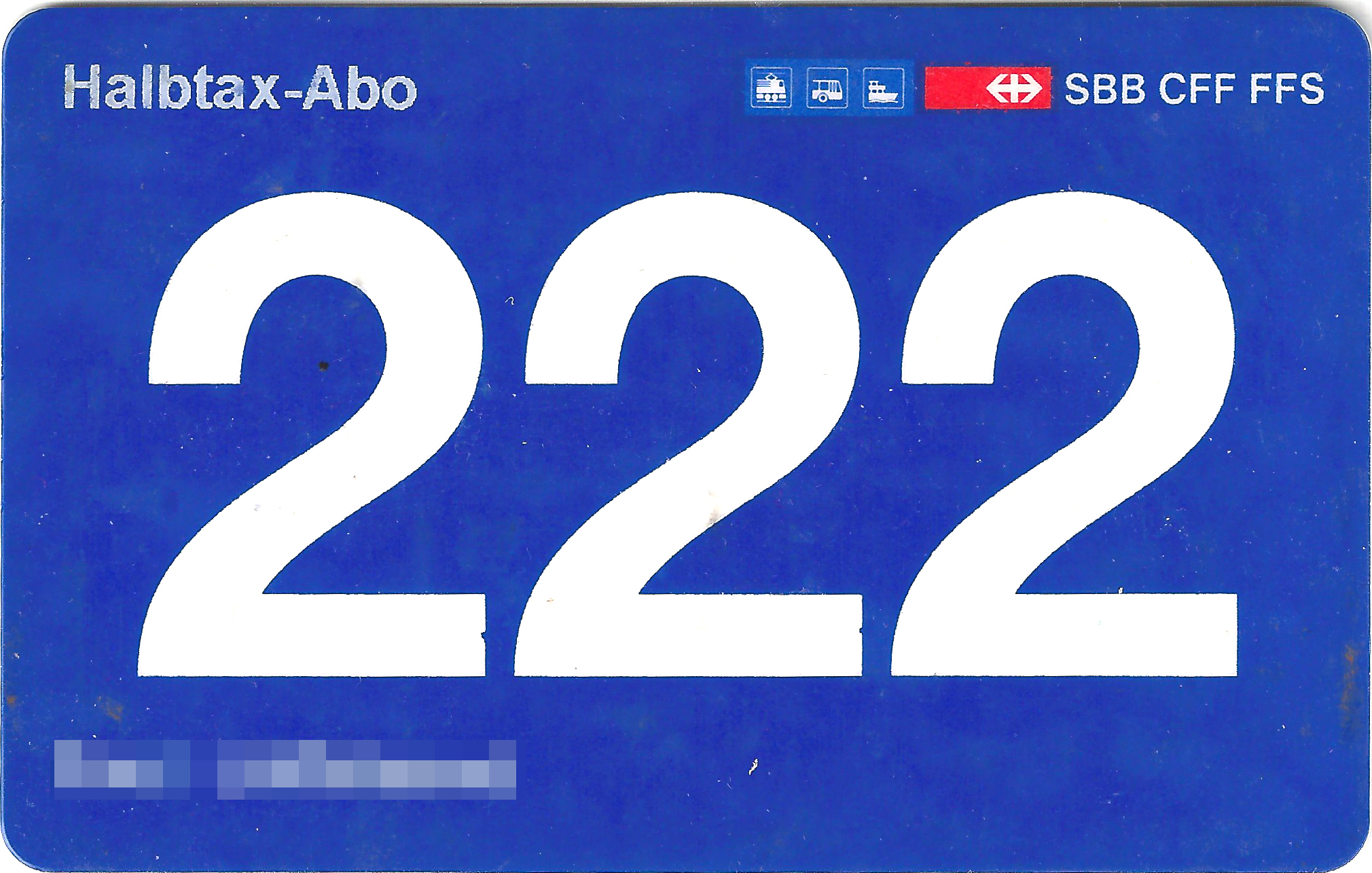
Halbtax-Abo, 1997

Ehemaliges Design des Halbtax bei Integration mit Postcard

Das Halbtax (französisch demi-tarif, italienisch metà-prezzo, rätoromanisch mesa taxa, englisch half-fare travelcard) ist ein Halbpreis-Abonnement (50-prozentiger Rabatt auf reguläre Preise) der Schweizerischen Bundesbahnen (SBB).
Neben den SBB ist das Halbtax bei fast allen Unternehmungen des öffentlichen Verkehrs in der Schweiz gültig. Ende 2023 befanden sich rund 3'150'000 Halbtax-Abonnemente im Umlauf. Das entspricht mehr als einem Drittel der Schweizer Wohnbevölkerung.
Ab dem 1. August 2015 wird das Halbtax-Abo beim Erwerb im neuen Swisspass, der zwei Chips enthält, integriert.

## Geschichte
Das Halbtax-Abonnement wurde 1890 eingeführt (das Generalabonnement bereits 1875) und richtete sich damals ausschliesslich an Geschäftsreisende. 1968 wurde es Senioren ermöglicht, vergünstigte Halbtax-Abonnemente zu kaufen. Damit erlangte das Halbtax im Freizeitverkehr an Bedeutung.
Das Waldsterben führte zu einer politischen Diskussion um den Umweltschutz. 1987 beschloss das Parlament, im Rahmen des Eisenbahnprojektes Bahn 2000 den Preis des Halbtax von 360 auf 100 Franken zu senken. Binnen zwei Jahren stiegen die Verkaufszahlen daraufhin von 660'000 auf mehr als zwei Millionen an. Das Halbtax kostet 2024 bei erstmaligem Bezug 190 Franken und ist im Folgejahr zum Treuepreis von 170 Franken erhältlich. Entgegen den verbreiteten Befürchtungen der touristischen Bahnen (Seilbahnen, sonstige Bergbahnen) hat die stark erhöhte ÖV-Benutzung die finanziellen Einbussen durch das vergünstigte Abonnement wettmachen können.
Der Erlös aus dem Halbtax-Verkauf wird auf die verschiedenen teilnehmenden Transportunternehmen verteilt, proportional zum effektiv aufgetretenen Einnahmenausfall durch Halbtax-Reisende. Für sehr kleine Betriebe (z. B. Seilbahnen) verursacht die Abrechnung mit den SBB einen zu hohen administrativen Aufwand, so dass es sich für sie nicht lohnt, das Halbtax-Abonnement zu akzeptieren. Jedoch erhalten Halbtax-Besitzer aber trotzdem oftmals 20 bis 25 Prozent Rabatt, weil der Kunde ohne Halbtax die Reise vielleicht gar nicht angetreten hätte. 120 der 300 am Halbtax-Abo teilnehmenden Bahnen sind Seilbahnunternehmen (Stand 2000).

## Ermässigungen
Mit dem Erwerb eines Halbtax-Abos zahlt der Besitzer auf nahezu allen Strecken des öffentlichen Verkehrs in der Schweiz (Eisenbahn, Postauto, Busbetriebe, städtischer Verkehr, Schiffe) nur die Hälfte des normalen Preises (ausgenommen Kurzstrecken). Der Geltungsbereich wird auf einer Karte von Trafimage dargestellt. Die Strecken mit 50-prozentigem Rabatt sind dabei mit jenen identisch, bei denen das Generalabonnement eine Ermässigung von mindestens 50 Prozent oder freie Fahrt gewährt.
Das Halbtax-Abo berechtigt auch zu Fahrten in der ersten Klasse, wobei sich auch hier der Fahrpreis um 50 Prozent reduziert.

### Weitere Ermässigungen
Ein weiterer Vorteil des Halbtax-Abos ist die Berechtigung zum Erwerb von Tageskarten, die (wie das Generalabonnement) im gesamten Netz der beteiligten Unternehmen Gültigkeit haben. Diese Tageskarten können auch noch am Reisetag erworben werden. Im Jahr 2024 beträgt der Preis in der 2. Klasse 78,00 CHF und in der ersten Klasse 128,00 CHF.
Mit einem Halbtax-Abo können auch die im Jahr 2024 eingeführten personalisierten, schweizweit kontingentierten (neuen) «Spartageskarten Gemeinde» zu einem ermässigten Preis bezogen werden. Im Jahr 2024 beträgt der Preis bei einem Kauf (im Voraus) bis maximal 10 Tage vor Reisebeginn 39.00 CHF in der 2. Klasse bzw. 66.00 CHF in der 1. Klasse, und bei einem Kauf (im Voraus) bis maximal einen Tag vor Reisebeginn 59.00 CHF in der 2. Klasse bzw. 99.00 CHF in der 1. Klasse.
Weiter kann mit einem Halbtax-Abo auch die im Jahr 2024 eingeführte «Spartageskarte» bezogen werden. Der Preis dieser ebenfalls personalisierten und kontingentierten Tageskarte richtet sich nach dem Zeitpunkt des Kaufs (im Voraus) und beginnt mit 29.00 CHF in der 2. Klasse.
In den reinen Stadt- und Ortsverkehren sowie bei sehr kurzen Entfernungen ist die Fahrpreisreduktion geringer als 50 Prozent.

### Halbtax Plus
Auf den Fahrplanwechsel im Dezember 2023 lanciert Alliance Swisspass mit dem Halbtax Plus eine Guthabenkarte, welche für den Kauf von Billetten, Tageskarten, Klassenwechseln, Velo- und Hundefahrausweisen sowie Sitzplatzreservationen verwendet werden kann. Dabei gibt es verschiedene Rabattstufen, je nach Alter des Käufers sowie Höhe der Aufladung.

### Rail Plus
Für Reisen von der Schweiz aus nach Deutschland oder Österreich wurde im Rahmen der sogenannten Rail Plus für den ausser-schweizerischen Streckenteil 25 Prozent Rabatt gewährt. Für ein Wochenende einschliessende Reisen nach Österreich, Ungarn und in die Niederlande erhöhte sich diese Ermässigung bei Rückfahrkarten auf 50 Prozent, vorausgesetzt die Buchung erfolgt mindestens drei Tage im Voraus, und für jeden reservierbaren Zug werden Sitzplätze reserviert («TEE Plan und Spar»). Die Rail-Plus-Ermässigung wurde per Fahrplanwechsel 2023 im Dezember 2022 abgeschafft.

### Fahrradmitnahme
Die Fahrradmitnahme ist mit einer Halbtaxkarte zum halben Preis eines Normaltickets möglich, was sich jedoch nur lohnt, wenn eine Velo-Tageskarte (15 CHF) nicht günstiger ist.

## Spezialversionen

### Halbtax mit integrierter Kreditkarte
Seit Herbst 2008 boten die SBB nebst dem normalen Halbtax eine Halbtaxkarte mit integrierter Visa-Kreditkarte an. Dieses Angebot wurde mit der zur Cornèr Bank gehörenden BonusCard.ch AG, lanciert und war mit einem Preis von 150 Franken günstiger als das einfache Halbtax-Abonnement. Mit der Einführung des Swisspass lief dieses Angebot aus.

### Halbtax Jugend
Im Mai 2019 wurde die Halbtaxkarte Jugend für 16- bis 25-Jährige eingeführt. Sie kostete zunächst 100 CHF als Einführungspreis, seit Mai 2020 120 CHF. Bei automatischer Verlängerung kostet die Karte den Treuepreis von 100 CHF.

## Verlust etc.
Bei Verlust, Diebstahl oder Beschädigung wird das Halbtax gegen Vorweisen eines amtlichen Ausweises, der Kaufquittung und einer Gebühr von 30 Franken ersetzt. Wer sein Halbtax vergessen hat, kauft am Schalter ein Vollpreisbillett und lässt sich das Vergessen auf dem Fahrschein vermerken. Wenn Halbtax und Fahrschein später am Schalter vorgewiesen werden, erhält man die Differenz abzüglich fünf Franken zurück. Sofern bereits vor der Reise am Schalter oder dann während der Reise auf dem Zug ein amtlicher Ausweis vorgewiesen werden kann, bezahlt man nebst dem halben Billett nur eine Gebühr von fünf Franken und das Abo muss nicht nachträglich am Schalter vorgewiesen werden. Es wird eine Quittung ausgestellt, die zusammen mit dem Ausweis als Halbtax gültig ist.